# Сергій «Паук» Троїцький
Сергій Євгенович Троїцький (Павук; нар. 29 травня 1966, Москва) — художній керівник рок-групи «Коррозия Металла» (з 1985), сольний виконавець, поет, композитор, письменник, художник, головний редактор журналу «Залізний Марш», музичний продюсер, суспільно-політичний діяч. Через свою манеру поведінки вважається не зовсім адекватним.

## Дискографія
Студійні альбоми
- Власть зла (1985)
- Орден сатаны (1988)
- Russian Vodka (1989)
- Каннибал (1990)
- Садизм (1992)
- 1.966 (1995)
- Компьютер Гитлер (1997)
- Языческие боги (2002)
- Белые волки (2003)
- Russian Vodka — American release (2008)
- Война миров (2010)

Концертні альбоми
- Жизнь в октябре (1987)
- Дебош в Орленке (1990)
- Live in Sexton (1995)
- Адский концерт (1997)
- Угар в Полярном (1998)
- Съешь живьем (2005)

Сольні альбоми
- Антихрист? (1998)
- Одинокие сердца (2005)

Сингли та збірники
- Nicht Kapitulieren (1995)
- Задержите поезд (1996)
- Человек со шрамом (1997)
- Венера (1997)
- Танцевальный рай & ад (1998)
- Он не любил учителей (1999)
- Бей чертей, спасай Россию (2000)
- С новым годом (2001)
- Легенды Русского Рока (2001)
- Самогон (2001)
- Глаза вампира (2002)
- Чад кутежа (2003)
- Радостная жизнь (2003)
- В раю (2004)
- The greatest Hits (2004)
- Grand Collection (2005)
- Неизданные песни (2006)
- Власть зла (2007)

## Відеографія
- Каннибал тур (1991)
- Садизм тур (1993)
- Железный марш-7 (1994)
- Железный марш-8 (1995)
- Брынцалов тур (1996)
- Железный марш по Крыму (1997)
- Live Kiev and Moskow tour 2001 (2004)
- Девки, музыка, бухло и угар (2007)